# Британско военно гробище (Лахна)
Британското военно гробище (на английски: Lahana military cemetery) в Лахна е създадено през юли 1916 година по време на Първата световна война до британска военно-полева болница. В него са погребани 278 британски войници и офицери, 16 български и 4 гръцки.

## Български войнишки гробове
- 01. Цветко Бършачков, редник, починал на 8.10.1916 г., гроб I. B. 16
- 02. Зулака Демиров, редник, починал на 17.10.1917 г., гроб III. D. 12
- 03. Марин Димитров, редник, починал на 3.10.1916 г., гроб I. A. 13
- 04. Делчо Григоров, редник, починал на 23.10.1917 г., гроб III. C. 13.
- 05. Васил Колишков, редник, починал на 24.11.1916 г., гроб I. D. 17
- 06. Георги Лазов, редник, починал на 4.11.1916 г., гроб I. D. 4
- 07. Станко Манчов, редник, починал на 28.11.1916 г., гроб I. D. 22
- 08. Иван Маринов, редник, починал на 5.10.1916 г., гроб I. C. 9
- 09. Димчо Медалков, редник, починал на 5.9.1916 г., гроб II. B. 13
- 10. Атанас Петков, редник, починал на 29.10.1917 г., гроб III. B. 14
- 11. Никола Петров, редник, починал на 14.10.1916 г., гроб I. C. 24
- 12. Никола Петров, редник, починал на 3.10.1916 г., гроб I. A. 14
- 13. Кръстю Шанов, редник, починал на 5.11.1916 г., гроб I. D. 5
- 14. Васил Спиров, редник, починал на 1.12. 1916 г., гроб I. D. 24
- 15. Иван Тодоров, редник, починал на 28.10.1917 г., гроб III. C. 14
- 16. Васил Василев, редник, починал на 5.9.1917 г., гроб III. A. 8.[2]